# Прихована краса
«Прихована краса» (англ. Collateral Beauty) — американський драматичний фільм, знятий Девідом Френкелом. Прем'єра стрічки в Україні відбулася 15 грудня 2016 року. Фільм розповідає про працівника рекламного агентства Говарда Інлета, у житті якого сталася трагедія, але його колеги намагаються допомогти і розробляють незвичайний план для цього.

## Сюжет
Говард Інлет вважав себе щасливчиком. Адже дуже довго все в його житті складалося з першого разу вдало. Він отримав престижну посаду директора невеликого рекламного агентства, придбав прекрасний будинок, поруч була красива дружина і друзі. Величезний Нью-Йорк здавався прихильним до Говарда, і чоловік мріяв про втілення ще багатьох планів і ідей. Але від біди ніхто не застрахований. Раптово життя Говарда змінилося через особисту трагедію. Колишнього, повного щастя існування вже немає. Чоловіка опановує депресія. Все, що раніше мало пріоритетне значення - робота, спілкування з друзями - тепер не цікавить. Говард намагається заглушити біль в алкоголі і перетворюється з талановитого керівника і хорошого сім'янина в тінь. Його абсолютно не цікавить робота. Друзі хочуть допомогти йому швидше здолати непростий життєвий етап, і розробляють хитромудрий план із порятунку боса і товариша. Вони вважають, що продумали всі несподіванки, які можуть статися, і практично унеможливили невдачі. План, проте, спрацьовує несподіваним чином. І тепер не можна передбачити, як будуть розгортатися події далі. Друзі щодуху намагаються допомогти товаришеві вирішити виниклі складнощі. Чи зможе Говард Інлет у результаті знайти себе, аби почати жити далі?

## У ролях
- Вілл Сміт — Говард Інлет
- Едвард Нортон — Віт Ярдшем
- Кіра Найтлі — Еймі Мур
- Майкл Пенья — Саймон
- Наомі Гарріс — Меделін
- Кейт Вінслет — Клер Вілсон
- Джейкоб Латімор — Раффі
- Гелен Міррен — Бріджит
- Мері Бет Пейл — місіс Ярдшем

## Виробництво
Зйомки фільму почались 22 лютого 2016 року в Нью-Йорку.

## Нагороди та номінації
| Список нагород та номінацій | Список нагород та номінацій | Список нагород та номінацій | Список нагород та номінацій | Список нагород та номінацій | Список нагород та номінацій |
| Кінопремія                  | Дата церемонії              | Категорія                   | Номінант(и)                 | Результат                   | Дж                          |
| --------------------------- | --------------------------- | --------------------------- | --------------------------- | --------------------------- | --------------------------- |
| Кінопремія Голлівуду        | 6 листопада 2016            | Найкращий акторський прорив | Наомі Гарріс                | Перемога                    | [ 3 ]                       |

## Цікаві факти
- На режисерське крісло претендував Альфонсо Гомес-Рехон, але через творчі розбіжності зі студією New Line Cinema він покинув проект.
- На головну роль претендували Х'ю Джекман і Джонні Депп.
- Одна з головних ролей призначалася Руні Марі, але вона вибула з проекту.
- Рейчел МакАдамс не могла брати участь у проекті через зйомки у фільмі "Доктор Стрендж" (2016).
- Кіра Найтлі і Наомі Харріс вже знімалися разом у фільмах "Пірати Карибського моря 2: Скриня мерця" (2006) і "Пірати Карибського моря 3"(2007).